# Mohamed El Ghanem
 (mai 2025).
La mise en forme du texte ne suit pas les recommandations de Wikipédia : il faut le « wikifier ».
Les points d'amélioration suivants sont les cas les plus fréquents. Le détail des points à revoir est peut-être précisé sur la page de discussion.
- Les titres sont pré-formatés par le logiciel. Ils ne sont ni en capitales, ni en gras.
- Le texte ne doit pas être écrit en capitales (les noms de famille non plus), ni en gras, ni en italique, ni en « petit »…
- Le gras n'est utilisé que pour surligner le titre de l'article dans l'introduction, une seule fois.
- L'italique est rarement utilisé : mots en langue étrangère, titres d'œuvres, noms de bateaux, etc.
- Les citations ne sont pas en italique mais en corps de texte normal. Elles sont entourées par des guillemets français : « et ».
- Les listes à puces sont à éviter, des paragraphes rédigés étant largement préférés. Les tableaux sont à réserver à la présentation de données structurées (résultats, etc.).
- Les appels de note de bas de page (petits chiffres en exposant, introduits par l'outil «  Source ») sont à placer entre la fin de phrase et le point final[comme ça].
- Les liens internes (vers d'autres articles de Wikipédia) sont à choisir avec parcimonie. Créez des liens vers des articles approfondissant le sujet. Les termes génériques sans rapport avec le sujet sont à éviter, ainsi que les répétitions de liens vers un même terme.
- Les liens externes sont à placer uniquement dans une section « Liens externes », à la fin de l'article. Ces liens sont à choisir avec parcimonie suivant les règles définies. Si un lien sert de source à l'article, son insertion dans le texte est à faire par les notes de bas de page.
- La présentation des références doit suivre les conventions bibliographiques. Il est recommandé d'utiliser les modèles {{Ouvrage}}, {{Chapitre}}, {{Article}}, {{Lien web}} et/ou {{Bibliographie}}. Le mode d'édition visuel peut mettre en forme automatiquement les références.
- Insérer une infobox (cadre d'informations à droite) n'est pas obligatoire pour parachever la mise en page.

Pour une aide détaillée, merci de consulter Aide:Wikification.
Si vous pensez que ces points ont été résolus, vous pouvez retirer ce bandeau et améliorer la mise en forme d'un autre article.
Pour les articles homonymes, voir Ghanem.
Cet article possède un paronyme, voir Mohamed Ghannem.
Le Dr Mohamed El Ghanem est un juriste et professeur de droit, colonel, haut fonctionnaire et réfugié politique égyptien détenu sans inculpation pendant sept ans par la justice genevoise, entre 2007 et 2013, prétendument en représailles pour avoir refusé d'espionner les dirigeants de la communauté musulmane de Genève.
Le Dr El Ghanem a été libéré peu après que le Tribunal fédéral suisse a jugé sa détention abusive, exigeant sa libération en octobre 2013 pour être interné ensuite en régime d’hospitalisation sans consentement dans un Hôpital psychiatrique sur la base d'allégations formulées hors de sa présence. Souffrant des conséquences de sa détention abusive, il a licencié ses propres avocats et sa situation reste pour l'essentiel non résolue.

## Biographie
Le Dr El Ghanem est professeur de droit international et titulaire d'un doctorat en droit de l'Université de Rome. Il est l'auteur d'un ouvrage paru en 1991 sur « Le terrorisme et le droit ». En tant que fonctionnaire du gouvernement égyptien, il a rédigé une grande partie de la législation antiterroriste du pays.
Avant de demander l'asile en Suisse, El Ghanem était fonctionnaire du gouvernement égyptien, directeur au ministère de l'Intérieur, et professeur de droit à l'académie de police du Caire. À la fin des années 1990, El Ghanem a eu des différends avec le gouvernement égyptien, car il refusait de fabriquer de fausses accusations contre des journalistes et d'autres dissidents. En 1999, il échappe à un attentat au Caire.
Il est ensuite devenu lui-même la cible de persécutions pour avoir contesté la persécution d'autres personnes, et a alors demandé l'asile d'abord en Italie, puis en Suisse.

## Défenseur des droits humains
Avant de quitter l’Égypte, le Dr El Ghanem était connu pour avoir défendu les droits des chrétiens égyptiens (coptes), qui souffraient alors de l’interdiction de construire des églises imposée par le président Hosni Moubarak. Selon le journaliste Robert Fisk, la défense des chrétiens coptes par le Dr El Ghanem a fait de lui une « épine dans le pied du régime Moubarak ».

## Fuite en Suisse et détention sans inculpation de Mohamed El Ghanem en Suisse
En 2000, le Dr El Ghanem a fui l’Égypte à bord de l’avion du ministre suisse des Affaires étrangères Joseph Deiss.

En 2001, le Dr El Ghanem a obtenu le statut de réfugié auprès du gouvernement suisse. 

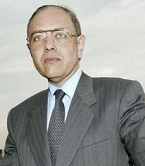
Dr. El Ghanem est venu en Suisse pour demander l'asile et se réfugier, et selon le journaliste Robert Fisk, « s'est retrouvé pris dans une situation tout aussi dangereuse »

### 2002 à 2004: Tentative de recrutement commeinformateur, refus et harcèlement/gang-stalking
En 2002, le Dr El Ghanem affirme que les services secrets suisses ont commencé à le recruter activement comme informateur pour espionner des personnalités importantes de la communauté musulmane locale, notamment l'imam genevois Hani Ramadan. À l'époque, une opération d'espionnage à grande échelle contre l'imam basé à Genève, appelée « Opération Memphis », était en cours. Au grand dam des services de sécurité suisses, le Dr El Ghanem a refusé de collaborer en tant qu'informateur. À la suite de ce refus, il a affirmé avoir été sévèrement harcelé et menacé par ces mêmes agents des services secrets suisses. En réponse, le Dr El Ghanem a porté plainte contre la police genevoise pour harcèlement. Il affirme ensuite avoir été menacé pour qu'il retire les accusations de harcèlement qu'il avait portées.
Le harcèlement s'est poursuivi à plusieurs reprises et sans interruption. Des informateurs, pour la plupart des migrants, auraient été utilisés pour ce harcèlement.
En 2003, le Dr El Ghanem a appelé le journaliste Robert Fisk à Beyrouth et lui a fait part des menaces et du harcèlement dont il avait fait l'objet de la part des services secrets suisses,. Robert Fisk connaissait le Dr El Ghanem depuis l'Égypte ; il avait déjà écrit des articles sur les persécutions dont il était victime de la part du gouvernement égyptien.

### 2005, 2006:Kompromat
En 2005, le Dr El Ghanem était assis au restaurant-cafétéria de l'Université de Genève, où il étudiait pour obtenir l'équivalence de son diplôme de droit de l'Université de Rome. Le Dr El Ghanem aurait été agressé par un Somalien. migrant; Le Dr El Ghanem a affirmé avoir brandi un couteau à beurre vers le migrant pour le repousser. La police est soudainement apparue et, plutôt que de défendre le Dr El Ghanem, la police genevoise l'a arrêté, affirmant qu'il avait attaqué le migrant avec le couteau. À la suite de cela, le Dr El Ghanem a été arrêté et détenu sans inculpation pendant plusieurs semaines. Des rapports écrits de la police genevoise affirment que le Dr El Ghanem a agressé et « placé un couteau dans l’abdomen » du migrant. Des années plus tard, l’officier de police genevois en charge de l’affaire a reconnu avoir commis des erreurs dans son propre rapport de police officiel.
En 2005, à la suite de ces événements, le Dr El Ghanem Plusieurs hauts responsables suisses ont écrit à ce sujet, affirmant que l'affaire aurait des « conséquences ». Le Dr El Ghanem a été arrêté sur la base de ces lettres, mais aussi d'allégations officielles selon lesquelles il aurait publié des commentaires virulents en ligne, qui ont abouti sur des sites web djihadistes, incitant à la violence contre la Suisse. L'implication du Dr El Ghanem dans de telles publications n'a jamais été formellement prouvée ni publiquement corroborée. La famille du Dr El Ghanem conteste ces allégations, affirmant n'avoir aucun lien avec des groupes extrémistes, qu'il recherchait uniquement une protection et que le Dr El Ghanem étudiait tranquillement à l'Université de Genève pour obtenir la reconnaissance suisse de son diplôme de droit de l'Université de Rome lorsque le harcèlement suisse a commencé.

### Faux rapport du renseignement policier et expertise psychiatrique tronquée
Les allégations de harcèlement officiel du Dr El Ghanem n'ont jamais été examinées par la justice genevoise. Le tribunal a plutôt jugé le Dr El Ghanem pénalement irresponsable (inapte mentalement et pénalement dangereux) concernant son interaction avec le migrant somalien, accusations qui se sont par la suite révélées fausses. Cette décision de justice prise par la justice genevoise était non seulement fondée sur des accusations infondées, mais elle a été rendue « in absentia », en utilisant l'évaluation médicale d'un médecin qui n'avait jamais vu le Dr El Ghanem en personne, c'est-à-dire que le médecin avait seulement lu les allégations de la police judiciaire genevoise, dont beaucoup ont été ultérieurement réfutées par la police elle-même. Selon ses dires, l’expert Thomas Harding n’aurait expertisé des personnes en leur absence que deux fois dans sa carrière.
C'est sur un rapport psychiatrique et la plainte de la conseillère d’état Micheline Spoerri, qui prétend avoir été menacée de mort (bien qu’à un degré mal défini), qu'il est jugé pénalement irresponsable et interné à la prison de Champ-Dollon, d'où il ne sortira plus. Or, sept ans plus tard, le rapport de police se révèle être un faux.
La BRIS (Brigade d’investigation spéciale de la police judiciaire, désormais Brigade de la Sureté Intérieure) décide de signaler le cas au Conseil de surveillance psychiatrique et au Conseil d’Etat genevois, en rappelant les événements de l’Uni de Genève, son rapport est signé par un certain Jacques Mettraux, contredit cependant la version des gendarmes sur les circonstances de cette première arrestation. Alors que la gendarmerie n’a relevé aucune lésion physique sur la victime que Mohamed El-Ghanam aurait tenté d’agresser, l’officier de la BRIS écrit que l’Egyptien « a blessé grièvement, en plantant un couteau dans l’abdomen, un Africain qui ne le connaissait pas ».
De fait, il s’agit d’un faux, que Jacques Mettraux justifie par une rupture d’anévrisme survenue pour lui la même année.

### 2006: Annulation du statut de réfugié
En 2006, le Conseil fédéral suisse a annulé le statut de réfugié du Dr El Ghanem et l'a expulsé de Suisse au motif que le Dr El Ghanem représentait une menace pour la sécurité extérieure et intérieure du pays. La suppression du statut de réfugié du Dr El Ghanem et son expulsion de Suisse ont été prononcées par voie administrative : sans audience et sans droit de recours.
En conséquence, Le Dr El Ghanem, qui étudiait le français et le droit pour obtenir le brevet d'avocat suisse, a été expulsé de son logement et a vu son aide financière en tant que réfugié arbitrairement réduite ; il s'est retrouvé sans logement ni moyens de subsistance.
En 2006, l’informateur et agent provocateur Claude Covassi est chargé également d’infiltrer le CIG mais en plus de compromettre Hani Ramadan.

### 2007: Un réfugié égyptien emprisonné à Genève au secret/incommunicadopour avoir refusé d'espionner pour le compte de la Suisse
En 2007, le Dr El Ghanem a été incarcéré sans inculpation à la prison de Champ-Dollon, près de Genève. En raison de cet arrangement, le Dr El Ghanem est resté en prison sans inculpation depuis 2007. Sa famille a demandé à plusieurs reprises à le voir, mais a essuyé des refus répétés,.
Pendant deux ans, le gouvernement suisse a refusé de répondre aux questions de la famille du Dr El Ghanem sur le lieu où il se trouvait, celui-ci restant à l’Isolement (prison)\incommunicado » (soit « au secret » sans droit de communiquer avec l'extérieur, les proches des personnes arrêtées n'ayant aucune nouvelle concernant leur disparition)
En 2009, le journaliste Robert Fisk a déclaré que Mohamed El Ghanem avait été « disparu » aux mains du gouvernement suisse.

### Possible implication duFBIdans l'affaire
En 2007, le FBI a appelé la famille du Dr El Ghanem, qui vit aux États-Unis, avant son départ pour Genève afin de tenter de lui rendre visite. Cela a été interprété comme un signe de surveillance de ses proches basés aux États-Unis par le FBI. La collaboration des autorités américaines dans cette affaire est suspectée depuis longtemps.
A cette époque, sa famille domiciliée aux Etats-Unis, demande un droit de visite. Le juge d’instruction sollicite l’avis du Service d'analyse et de prévention, qui met son veto à treize reprises. On apprend également que les renseignements suisses ont informé le FBI américain du cas El-Ghanam.
Le FBI est « intégré » au Département fédéral de justice et police suisse, en vertu d'un traité bilatéral de 2006 prévoyant des enquêtes conjointes américano-suisse. En vertu d'un traité américano-suisse, les activités du FBI basées en Suisse dans le cadre d'enquêtes conjointes sont financées par les États-Unis, ce qui signifie qu'ils pourraient avoir financé l'enquête et l'emprisonnement d'El Ghanem.
Les tactiques du FBI consistant à recruter de force des personnes pour espionner des dirigeants musulmans sont bien connues et ont été largement relayées par l'ACLU et des médias américains tels que CNN. Les musulmans américains qui ont refusé d'être recrutés par le FBI ont été victimes de harcèlement grave, de menaces, d'arrestations et de détentions arbitraires,. L'organisation américaine Council on American–Islamic Relations (CAIR) s'est plainte à plusieurs reprises des menaces, de la coercition et de l'expulsion par le FBI de musulmans basés aux États-Unis qui ont refusé d'espionner pour le FBI,.

### 2010: Des avocats portent l’affaire devant le Comité des Nations Unies sur les disparitions forcées ou volontaires
En 2009, le Dr El Ghanem a déposé une demande d’habeas corpus « Pro se » (en son nom propre, sans l’aide d’un avocat). Celle-ci a été ignorée par le tribunal de Genève.
En 2010, les avocats du Dr El Ghanem ont porté l’affaire devant le Haut-Commissariat des Nations unies aux droits de l'homme et le Comité des disparitions forcées ou volontaires. La réponse suisse à l'ONU a été de déclarer que le Dr El Ghanem avait été incarcéré en raison de sa « dangerosité ».
Le Dr El Ghanem avait mené plusieurs grèves de la faim durant son incarcération ; Il souffrait déjà de problèmes cardiaques. En 2011, le Dr El Ghanem avait souffert de graves problèmes médicaux en prison. Son avocat, Pierre Bayenet, a déclaré en 2012 qu'El Ghanem avait « failli mourir » à cause de ses emprisonnements.

### 2012: Des militants suisses et le nouveau gouvernement égyptien demandent des réponses au gouvernement suisse
En 2012, la presse locale accusait la justice genevoise de tenter d’effacer ses erreurs en maintenant le Dr El Ghanem en prison, et constatant que l'incarcération d'El Ghanem porte atteinte à l'image de la Suisse à l'étranger
Les militants suisses protestaient également avec colère pour sa libération, organisant des sit-in devant le Haut-Commissariat des Nations unies aux droits de l'homme à Genève.
En 2012 également, le nouveau gouvernement égyptien issu de la Révolution égyptienne de 2011 a demandé au gouvernement suisse d’expliquer leur traitement d'un homme qui avait cherché refuge contre l’ancien régime de Hosni Moubarak. Ceci était une réponse à une série d'émeutes qui ont eu lieu au Caire, pour protester contre l'incarcération injustifiée du Dr El Ghanem. En réponse à ces demandes officielles égyptiennes et à l'activité des militants suisses locaux, le Parlement suisse a débattu du sujet.
La même année, Felix Endrich, chef de la communication du Service de Renseignement de la Confédération, affirme que l’affaire El Ghanem concerne uniquement Genève.

### 2013: La Cour suprême suisse ordonne la libération duDrEl Ghanem
Mi-2012, les avocats du Dr El Ghanem ont saisi la Cour suprême suisse pour demander une nouvelle analyse de l'affaire,.
En janvier 2013, le Tribunal fédéral (Suisse) s'est prononcé en faveur de la libération du Dr El Ghanem.
En juin 2013, la justice genevoise a interjeté appel du jugement rendu dans l'affaire de la libération d'El Ghanem. Ils n'ont pas abouti. En octobre 2013, El Ghanem a été libéré de prison.

### 2013: Internement en asile psychiatrique
Dès 2013, il est ensuite interné en régime d’hospitalisation sans consentement à l'Hôpital de psychiatrie de Belle-Idée sans  qu’il ne soit spécifié s’il a fait l’objet d’un traitement involontaire.
Selon la politicienne genevoise Chloé Frammery, qui a milité pour sa libération, il a été interné depuis 2013 jusqu'en 2023 au moins. En octobre 2024, elle contacte l'Hôpital de psychiatrie de Belle-Idée qui lui confirme que le colonel ne s'y trouve pas ou plus.

## Avocats
- Pierre Bayenet[37](Commis d'office[12])
- Jean-Pierre Garbade[38]

## Publications
- "Terrorism and the Law", 1991.

## Articles sur l'affaire
- THE INDEPENDENT : Robert Fisk’s World : L’étrange cas de l’Égyptien disparu et de la police suisse, The Independent, 29 août 2009
- THE INDEPENDENT : Le monde de Robert Fisk : Emprisonné à Genève : Le colonel qui a résisté à Moubarak mais a refusé d’espionner pour la Suisse, Robert Fisk, The Independent, 5 mars 2012
- Léman Bleu (Télévision suisse) Discussion sur l’affaire El Ghanem entre Laurent Tettamanti et Pascal Décaillet
- Entretien avec le frère du Dr El Ghanem (Partie en anglais, partie en français)